# Santa Catarina Mita
Santa Catarina Mita est une ville du Guatemala dans le département de Jutiapa.